# Papyrus 30
Papyrus 30 (nach Gregory-Aland mit Sigel {\displaystyle {\mathfrak {P}}}30 bezeichnet) ist eine frühe griechische Abschrift des Neuen Testaments. Dieses Papyrusmanuskript der Paulusbriefe besteht aus 1. Thes 4,12–5,18. 25–28; 2. Thes 1,1–2; 2,1.9–11. Mittels Paläographie wurde es auf das frühe 3. Jahrhundert datiert. Es handelt sich um eine sehr sorgfältig ausgeführte Handschrift.

## Beschreibung
Der Kodex ist in großen Unzialbuchstaben geschrieben. Die Nomina sacra sind abgekürzt. Aufgrund der Anzahl der Seiten nimmt man an, dass die Handschrift ursprünglich eine Sammlung der Paulusbriefe war.
Der griechische Text des Kodex repräsentiert den Alexandrinischen Texttyp (oder eher einen proto-Alexandrinischen Texttyp). Kurt Aland ordnete ihn in Kategorie I ein. Gemäß Comfort besteht die größere Übereinstimmung des Manuskriptes mit dem Codex Sinaiticus als mit dem Codex Vaticanus (in 11 von 13 Varianten).
Gemäß Grenfell stimmt es in vier Fällen mit B gegen א A überein, einmal mit BA gegen א, zweimal mit א A gegen B und ein Mal mit א gegen B A.
Zurzeit wird es in der Universität Gent (Inv. 61) in Gent aufbewahrt.